# Ana María Adorni
Ana María Adorni (Fivizzano, 19 de junio de 1805-Parma, 7 de febrero de 1893) fue una religiosa católica italiana, fundadora del Instituto del Buen Pastor y de la Congregación de las Siervas de la Inmaculada Concepción de María de Parma y venerada como beata en la Iglesia católica.

## Biografía
Ana María Adorni (castellanización de Anna Maria Adorni) nació en la localidad de Fivizzano de la provincia de Massa Carrara (Italia), el 19 de junio de 1805. Sus padres eran Matteo Adorni y Antonia Zanetti. De joven, Adorni ya aspiraba a la vida religiosa, especialmente misionera. Se cuenta que con siete años huyó de su casa con la intención de viajar a la India para predicar el Evangelio. A la muerte de su padre (1820) la familia debió abandonar Fivizzano y dirigirse a Parma, donde encontró trabajo como instructora de los hijos de la familia Ortalli, una de las más ricas de la ciudad. Por ser la responsable de cuidar de su familia, abandonó sus deseos de ser religiosa y se casó con Antonio Domenico Botti, el 18 de octubre de 1826. Relación de la que surgieron seis hijos, de los cuales solo uno, llamado Lorenzo, sobrevivió a la infancia y en su juventud se hizo monje benedictino.
El 23 de marzo de 1844, Ana María quedó viuda y se dedicó a las obras de misericordia, considerando que era oportuno cumplir los deseos de su juventud y dedicarse a la vida consagrada. Sin embargo por consejo de su confesor no ingresó a ningún instituto religioso existente y se consagró como viuda a la atención de las mujeres encarceladas. Muchas mujeres de la alta sociedad siguieron su ejemplo y juntas formaron la «Pía Unión de las Damas Visitadoras de las Mujeres Encarceladas», con la aprobación del obispo y de la duquesa María Luisa de Parma. Para el instituto adquirieron un antiguo convento en Parma en 1856, donde hicieron vida comunitaria, la cual terminó por constituirse en el Instituto del Buen Pastor, dedicado a las mujeres encarceladas.
En 1857, junto a otras ocho compañeras, Adorni fundó la Congregación de las Siervas de la Inmaculada Concepción de María de Parma, para el cuidado de las mujeres que salían de la cárcel y para la educación de las jóvenes en riesgo de caer en la delincuencia. En la casa de la nueva congregación, Ana María murió a causa de una parálisis, el 7 de junio de 1893.

## Culto
Ana María Adorni gozó de fama de santidad antes, durante y después de muerte. En el proceso de canonización anterior al Concilio Vaticano II había que esperar cincuenta años después de la muerte de una persona para introducir la causa. Por ello en 1940, por disposición de obispo de Parma, fue introducido el proceso informativo sobre sus escritos. En 1952 inició formalmente dicho proceso y partir de entonces fue llamada sierva de Dios. El 15 de diciembre culminó dicho proceso con la declaración de sus virtudes, por parte del papa Pablo VI, con el cual tomó el título de venerable.
Ana María fue beatificada por el papa Benedicto XVI en la Catedral de Parma, el 3 de octubre de 2010. El pontífice la declaró como un ejemplo de esposa y madre al servicio de la caridad. Su fiesta se celebra el 7 de febrero, venerada en especial modo en la ciudad de Parma y por las religiosas de los dos institutos fundados por la beata.